# Aventura Mall
Pour les articles homonymes, voir aventura (homonymie).
Le Aventura Mall est un centre commercial situé à Aventura, dans la banlieue nord de Miami, en Floride. Il fut inauguré en 1983, il s’agit du seizième plus grand centre commercial des États-Unis et le second en Floride, après le Sawgrass Mills. Sa surface de vente est de 222 967 m2 et le centre possède 4 étages. Le Aventura Mall appartient à Simon Property Group, il y a environ 275 boutiques dans le centre commercial.

## Histoire
Le Aventura Mall fut inauguré en 1983 et devint alors le plus grand centre commercial de Floride. Les quatre premiers grands magasins implantés étaient JC Penney, Macy's (le plus important en Floride), Sears, et Lord & Taylor.
La phase majeure de construction du centre est terminée en 1998 et deux nouveaux grands magasins ont été ajoutés depuis : Bloomingdales et Burdines, ainsi que plusieurs salles de cinéma (AMC Theatres), des restaurants et un Rainforest Cafe.
Le magasin Lord & Taylor a fermé pour raisons financières et Burdines a été renommé Macy's en mars 2005. En 2008, un nouveau magasin Nordstrom ouvrira ses portes et le Aventura Mall deviendra le plus grand centre commercial de Floride et le cinquième des États-Unis.

## Magasins
- Grands magasins
  - Bloomingdale's
  - JCPenney
  - Macy's
  - Macy's Mens Home Furniture
  - Nordstrom (Ouverture en 2008)
  - Sears